# Bohuslav Chotek z Chotkova
Bohuslav hrabě Chotek z Chotkova a Vojnína (německy Bohuslaw Chotek von Chotkow; 4. července 1829 Praha-Hradčany – 11. října 1896 Zhořelec) byl rakousko-uherský diplomat ze staré české šlechtické rodiny Chotků. Od roku 1849 působil v diplomatických službách a zastával funkce vyslance a velvyslance v několika evropských zemích (Rusko, Španělsko, Belgie). V roce 1871 byl krátce místodržitelem v Čechách. Z jeho početného potomstva je známá Žofie Chotková (1868–1914), manželka rakousko-uherského následníka trůnu Františka Ferdinanda.

## Životopis
Pocházel ze staré české šlechtické rodiny Chotků, narodil se v Praze jako šestý a nejmladší syn nejvyššího purkrabího Českého království hraběte Karla Chotka (1783–1868), Bohuslavovi čtyři starší bratři František, Karel, Emanuel a Ferdinand zemřeli v dětství. Vyrůstal střídavě v Praze a na zámku Velké Březno, vystudoval Karlovu univerzitu. Po otcově nesouhlasu přehodnotil svůj záměr vstoupit do armády a po složení diplomatických zkoušek nastoupil kariéru ve službách ministerstva zahraničí. Pod patronátem ministra zahraničí Felixe Schwarzenberga nastoupil jako atašé ve Stuttgartu (1849), v letech 1853–1859 byl vyslaneckým radou v Londýně, mezitím byl v roce 1856 vyslán na korunovaci ruského cara Alexandra II. Od roku 1859 byl vyslaneckým radou v Berlíně, kde jeho mise skončila v roce 1866 za prusko-rakouské války. Po konsolidaci poměrů ve vztahu k německým zemím byl v prosinci 1866 jmenován vyslancem ve Württembersku (1866-1869).
I jako diplomat často zajížděl do Čech a začal se angažovat jako politik v otázce česko-rakouského vyrovnání. Díky tomu byl v roce 1871 povolán do funkce místodržitele Českého království, kterou vykonával krátce na podzim v roce 1871. Naděje na česko-rakouské vyrovnání s příslibem korunovace Františka Josefa českým králem skončily s pádem Hohenwartovy vlády v říjnu 1871, Bohuslav Chotek následně rezignoval na funkci českého místodržitele 4. listopadu 1871. Poté se vrátil do diplomatických služeb a v letech 1871-1872 byl rakousko-uherským velvyslancem ve Španělsku, kvůli vysokým finančním nárokům na reprezentaci požádal o přeložení na méně významný post. Řadu let pak strávil jako vyslanec v Belgii (1872–1888), kde měl důležitou úlohu otázce vyjednávání sňatku korunního prince Rudolfa s belgickou princeznou Štěpánkou. V závěru své diplomatické kariéry byl rakousko-uherským vyslancem v Sasku (1888–1895). V prosinci 1895 byl penzionován a zemřel o necelý rok později.
Byl c. k. tajným radou (1869) a komořím (1854). Za zásluhy byl nositelem velkokříže Řádu Františka Josefa (1867) a Řádu železné koruny I. třídy (1878). Při příležitosti sňatku korunního prince Rudolfa s belgickou princeznou Štěpánkou obdržel velkokříž Leopoldova řádu (1881). V roce 1884 byl jmenován doživotním členem rakouské Panské sněmovny a po odchodu do penze obdržel u dvora čestnou hodnost nejvyššího stolníka (Oberststabelmeister, 1895). Během dlouholeté diplomatické dráhy získal také několik vyznamenání v zahraničí, byl nositelem ruského Řádu sv. Anny a Řádu sv. Stanislava, španělského Řádu Karla III., belgického Leopoldova řádu, saského Albrechtova řádu a pruského Řádu koruny. V Čechách vlastnil statek Staré Čívice (dnes součást Pardubic). 

## Rodina
V Kostelci nad Orlicí se 30. října 1859 oženil s hraběnkou Vilemínou Kinskou (1838–1886), která pocházela z knížecí větve Kinských, byla dcerou hraběte Josefa Kinského (1806–1862) a sestrou poslance českého zemského sněmu Bedřicha Kinského. Vilemína se později stala c. k. palácovou dámou a dámou Řádu hvězdového kříže. Z manželství pocházelo devět dětí, z toho jediný syn.
- 1. Volfgang (15. srpna 1860, Berlín – 10. prosince 1926, Linec ), státní úředník, dvorní rada, manželka 1896 Anna Alžběta von Künell (12. dubna 1871 – 26. posince 1922)
- 2. Zdenka (10. prosince 1861, Berlín – 15. března 1946, Riedenburg, Bavorsko), dvorní dáma korunní princezny Štěpánky, později jeptiška
- 3. Marie Pia (11. července 1863, Berlín – 21. června 1936, Jílové), manžel 1887 kníže Jaroslav Thun-Hohenstein (23. května 1864, Děčín – 5. března 1929, tamtéž), c. k. tajný rada, komoří, poslanec českého zemského sněmu, člen Panské sněmovny
- 4. Karolína (19. listopadu 1865, Berlín – 29. listopadu 1919, Chlumek), manžel 1886 hrabě Leopold Nostic-Rhieneck (8. července 1865, Štiřín – 5. října 1945, Chlumek), c. k. komoří, nadporučík, po smrti Karolíny se oženil s její nejmladší sestrou Marií Henriettou
- 5. Žofie (1. března 1868, Stuttgart – 28. června 1914, Sarajevo), manžel 1900 arcivévoda František Ferdinand d'Este (18. prosince 1863, Graz – 28. června 1914, Sarajevo), následník rakousko-uherského trůnu
- 6. Terezie (22. května 1871 – 19. září 1871)
- 7. Oktavie (5. května 1873, Brusel – 29. listopadu 1946, Bad Waldsee, Bádensko-Württembersko), manžel 1898 hrabě Joachim Schönburg-Glauchau (20. července 1873, Wechselburg, Sasko – 3. července 1943, Lipsko), důstojník saské armády, rytíř Maltézského řádu
- 8. Marie Antonie (12. května 1874, Kostelec nad Orlicí – 13. června 1930), manžel 1893 Karl Adam von Wuthenau (26. června 1863, Drážďany – 13. listopadu 1946, Halle), c. k. generálmajor
- 9. Marie Henrietta (9. července 1880, Kostelec nad Orlicí – 19. března 1964), manžel 1921 hrabě Leopold Nostic-Rhieneck (1865–1931)

## Galerie

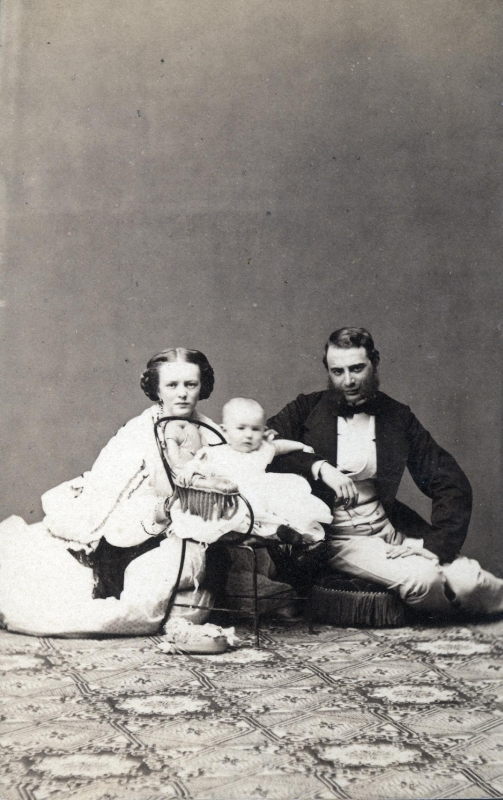
Bohuslav Chotek s manželkou Wilhelmine a dcerou Zdenkou (Sidonií), asi 1862
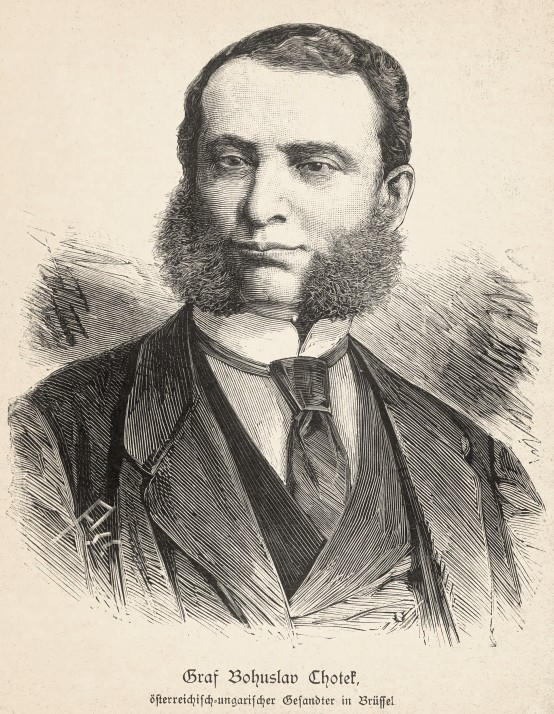
portrét, asi 1875
portrét z roku 1896 od Karla Medize